# Solpuguna alcicornis
Espèce
Synonymes
- Solpuga alcicornis Kraepelin, 1914

Solpuguna alcicornis est une espèce de solifuges de la famille des Solpugidae.

## Distribution
Cette espèce se rencontre en Namibie et en Afrique du Sud.

## Description
Le mâle mesure 17 mm et la femelle 24 mm.

## Publication originale
- Kraepelin, 1914 : Skorpione und Solifugae. Beiträge zur Kenntniss der Land- und Süsswasserfauna Deutsch-Südwestafrikas. Ergebnisse der Hamburger deutsch-südwestafrikanischen Studienreise 1911, vol. 1, p. 107-136 (texte intégral).